# Резолюция 166 на Съвета за сигурност на ООН
Резолюция 166 на Съвета за сигурност на ООН е приета на 25 октомври 1961 г. по повод кандидатурата на Монголската народна република за членство в ООН. С Резолюция 166 Съветът за сигурност препоръчва на Общото събрание на ООН Монголската народна република да бъде приета за член на Организацията на обединените нации.
Резолюцията е приета с мнозинство от 9 гласа „за“ при 1 „въздържал се“ от страна на Съединените щати, като представителят на Република Китай не участва в гласуването.